# P252i
ムーバ P252i（ムーバ・ピー にー ごー にー アイ）は、パナソニック モバイルコミュニケーションズが開発した、NTTドコモによる第二世代携帯電話 (mova) 端末製品。

## 概要
miniSDメモリーカード対応。miniSDに音声録音することが可能な「ボイスレコーダー」機能を搭載。一画面上で複数の画像やテキスト、マーカースタンプ等を挿入し自由にレイアウトが可能な「ケータイphoto手帳」機能を搭載。作成した画像を待受画面に設定することが可能。着信するとワンプッシュオープンボタンが点滅してお知らせ。ワンプッシュオープンボタンを押せば、開くと同時に通話が可能。通話が終わったら携帯電話機を閉じるだけで終話。

## 歴史
- 2003年8月6日: 電気通信端末機器審査協会 (JATE) による審査を通過（認定番号:A03-0450JP）[1]。
- 2003年10月14日: ドコモからN252iと同時に発表[2]
- 2003年10月28日: 発売[3]
- 2012年3月31日: movaサービス終了により使用はこの日限りとなる。